# 大尾纖柱魚
大尾纖柱魚（学名：Stemonosudis macrura）為輻鰭魚綱仙女魚目帆蜥魚亞目魣蜥魚科的一種，分布於印度洋及太平洋海域，深度約18-330公尺，體長可達15公分，棲息在表中層水域，生活習性不明。